# 国際連合安全保障理事会決議218
国際連合安全保障理事会決議218（こくさいれんごうあんぜんほしょうりじかいけつぎ218、英: United Nations Security Council Resolution 218）は、1965年11月23日に国際連合安全保障理事会で採択された決議である。
安保理は、過去の決議を想起し、ポルトガルが履行していないことを受けて、ポルトガルに対して植民地から軍を撤退させ、独立について政党との交渉に入るように求めた。
また、ポルトガルの植民地を維持するための紛争がもたらした状況により国際平和と安全が深刻に動揺させられているとし、すべての加盟国に対して、植民地の民への抑圧が続くことになり得るため、ポルトガルへの兵器や軍需資材の支援を控えるように求めた。
決議218は、賛成7、反対0、棄権4（フランス、オランダ、イギリス、アメリカ合衆国）で採択された。